# Timrå IK 2011/2012
Elitserien i ishockey 2011/2012 blir Timrå IK:s 15:e säsong i Elitserien i ishockey. 

## Transaktioner[1]
| Nyförvärv till Timrå IK | Nyförvärv till Timrå IK | Nyförvärv till Timrå IK |
| ----------------------- | ----------------------- | ----------------------- |
| Spelare                 | Tidigare klubb          | Kontrakterad            |
| Nichlas Torp            | HV71                    | 1 år                    |
| Max Friberg             | Skövde IK               | 2 år                    |
| Simon Önerud            | HV71                    | 2 år                    |
| Johan Andersson         | Linköping HC            | 2 år                    |
| Stefan Ridderwall       | Djurgården Hockey       | 1 år                    |
| Mat Robinson            | Sparta Warriors         | 2 år                    |
| Johan Andersson         | AIK Hockey              | 2 år                    |
| Joakim Lundström        | Frölunda HC             | 2 år                    |
| Oscar Hedman            | Frölunda HC             | 2 år                    |
| Yared Hagos             | Skellefteå AIK          | 3 år                    |
| Jonathan Hedström       | Asplöven HC             | 1 år                    |
| Fredrik Bremberg        | HV71                    | 1 år                    |
| Johan Motin             | Oklahoma City Barons    | 1 år                    |
| Damien Fleury           | Luleå Hockey            | 1 år                    |
| Andreas Molinder        | Frölunda HC             | 3 år                    |
| Robin Lindqvist         | Frölunda HC             | 1 år                    |
| Vladimír Mihálik        | HC Lev Poprad           | Lån                     |
| Aleksis Ahlqvist        | TPS                     | 1 år                    |

| Förlänger med Timrå IK | Förlänger med Timrå IK |
| ---------------------- | ---------------------- |
| Spelare                | Kontrakterad           |
| Jesper Dahlroth        | 2 år                   |
| Alexander Larsson      | 2 år                   |
| Per Hallin             | 2 år                   |
| Jeremy Boyce-Rotevall  | 2 år                   |

| Lämnar Timrå IK  | Lämnar Timrå IK   |
| ---------------- | ----------------- |
| Spelare          | Nytt lag          |
| Anton Axelsson   | Frölunda HC       |
| Mattias Karlsson | HV71              |
| Gabriel Karlsson | Leksands IF       |
| Sebastian Erixon | Vancouver Canucks |
| Fredrik Sonntag  | Södertälje SK     |
| Anton Lander     | Edmonton Oilers   |
| Magnus Åkerlund  | Borås HC          |
| Fredrik Hynning  | Skellefteå AIK    |
| Kim Hirschovits  | HIFK              |
| Mikko Jokela     | HIFK              |
| Juha Pitkämäki   | AaB               |
| Tomas Skogs      | Skellefteå AIK    |
| Jamie Lundmark   | Dinamo Riga       |
| Mika Viinanen    | TPS               |
| Björn Svensson   | HC Sierre         |

| Lämnar Timrå IK under säsongen | Lämnar Timrå IK under säsongen | Lämnar Timrå IK under säsongen |
| ------------------------------ | ------------------------------ | ------------------------------ |
| Spelare                        | Nytt lag                       | Datum                          |
| Petr Vampola                   | HC Genève-Servette             | 15 november                    |
| Ilkka Pikkarainen              | Pelicans                       | 5 januari                      |
| Marcus Högström                | Malmö Redhawks                 | 13 januari                     |

## Laguppställning
Uppdaterad den 28 augusti, 2012.

| Nr | Nat      | Spelare               | Pos  | S/H | Ålder | Värvad | Födelseort                 |
| -- | -------- | --------------------- | ---- | --- | ----- | ------ | -------------------------- |
| 17 | Sverige  | Johan Andersson       | C/LW | L   | 40    | 2011   | Motala, Östergötland       |
| 30 | Italien  | Daniel Bellissimo     | M    | L   | 40    | 2012   | Toronto, Ontario, Kanada   |
| 23 | Sverige  | Jeremy Boyce-Rotevall | LW/C | L   | 31    | 2010   | Stockholm, Stockholms län  |
| 13 | Sverige  | Nils Bäckström        | B    | L   | 38    | 2012   | Stockholm, Stockholms län  |
| 58 | Sverige  | Jonathan Carlsson     | B    | R   | 36    | 2012   | Uppsala, Uppland           |
| 3  | Sverige  | Jesper Dahlroth       | B    | L   | 33    | 2010   | Boden, Norrbotten          |
| 50 | Sverige  | Sebastian Erixon      | B    | L   | 35    | 2012   | Sundsvall, Medelpad        |
| 12 | Sverige  | Max Friberg           | LW   | R   | 32    | 2011   | Skövde, Västergötland      |
| 91 | Sverige  | Yared Hagos           | C    | L   | 41    | 2011   | Stockholm, Stockholms län  |
| 8  | Sverige  | Per Hallin (C)        | LW   | L   | 44    | 2010   | Södertälje, Södermanland   |
| 41 | Sverige  | Oscar Hedman (A)      | B    | L   | 38    | 2011   | Örnsköldsvik, Ångermanland |
| 71 | Sverige  | Jonathan Hedström (A) | LW   | L   | 47    | 2011   | Boliden, Västerbotten      |
| 16 | Sverige  | Alexander Larsson     | C    | L   | 39    | 2010   | Grästorp, Västergötland    |
| 22 | Sverige  | Robin Lindqvist       | C    | L   | 37    | 2011   | Boden, Norrbotten          |
| 84 | Sverige  | Joakim Lundström      | M    | L   | 41    | 2011   | Gävle, Gästrikland         |
| 24 | Sverige  | Andreas Molinder      | C    | L   | 38    | 2011   | Sollefteå, Ångermanland    |
| 28 | Sverige  | Ludvig Nilsson        | C/LW | L   | 30    | 2012   | Stockholm, Stockholms län  |
| 14 | Sverige  | Niklas Nordgren       | RW   | R   | 45    | 2012   | Örnsköldsvik, Ångermanland |
| 6  | Sverige  | Robin Persson         | B    | L   | 39    | 2012   | Nyköping, Södermanland     |
| 33 | Kanada   | Mat Robinson          | B    | R   | 38    | 2011   | Calgary, Alberta, Kanada   |
| 27 | Sverige  | Joachim Rhodin        | RW   | R   | 33    | 2012   | Gävle, Gästrikland         |
| 4  | Sverige  | Tommy Stenqvist       | B    | L   | 30    | 2012   | Sundsvall, Medelpad        |
| 9  | Sverige  | Robin Sterner         | C    | L   | 34    | 2012   | Helsingborg, Skåne         |
| 82 | Sverige  | Christian Söderström  | RW   | L   | 44    | 2012   | Sundsvall, Medelpad        |
| 18 | Sverige  | Anton Wedin           | RW   | L   | 32    | 2011   | Sundsvall, Medelpad        |
| 19 | Sverige  | Daniel Öhrn           | C    | L   | 32    | 2011   | Sundsvall, Medelpad        |
| 11 | Sverige  | Simon Önerud          | C    | L   | 36    | 2011   | Jönköping, Småland         |

## NHL-draft
Följande Timrå-spelare blev valda i NHL Entry Draft 2011.
| Runda | Nr | Spelare | Position | Nationalitet | NHL-lag |
| ----- | -- | ------- | -------- | ------------ | ------- |